# Lindernia junciformis
Lindernia junciformis é uma espécie botânica do gênero Lindernia pertencente à família Linderniaceae.